# Jean Paulhan
Jean Paulhan (Nimes, 2 december 1884 - Boissise-la-Bertrand, Seine-et-Marne, 9 oktober 1968) was een Frans schrijver, essayist en publicist.

## Leven
Paulhan studeerde filosofie aan de Sorbonne en verbleef van 1907 tot 1911 als leraar en goudzoeker op Madagaskar. Na zijn terugkomst gaf hij een groot aantal Malagassische liederen en spreekwoorden uit onder de titel Les hain-tenys merinas (1913). Tijdens de Eerste Wereldoorlog raakt hij ernstig gewond bij Saint-Mard, waarover hij verhaalt in zijn debuut Le guerrier appliqué (1917).
Paulhan oefende grote invloed uit op het Franse literaire leven als uitgever en redacteur van vooraanstaande Franse literaire tijdschriften, zoals de Nouvelle Revue française en tijdens de Tweede Wereldoorlog Les Lettres françaises clandistines. Jonge schrijvers werden door hem aangemoedigd en in bescherming genomen. Als verzetsman verdedigde hij onder meer Marcel Jouhandeau.
In 1963 werd Paulhan lid van de Académie française.

## Literair-theoretisch werk
Paulhan begon zijn literaire loopbaan met korte ironische verhalen waaruit een grote voorliefde voor het onderbewuste blijkt. Hij werd echter vooral bekend door zijn literair-theoretische werken. In vele met grote eruditie geschreven essays over taalkundige en taalfilosofische vraagstukken. Paulhan gebruikte in zijn essays veelvuldig het procedé van het tegenover elkaar stellen van andermans uitspraken via citaten. Hij werd dan ook wel de ‘apologeet’ van de gemeenplaatsen genoemd.
Veel aandacht trok zijn essay Le cléf de la poésie (1944), waarin hij de denkwereld van de taal en die van gedachten en gevoelens tegenover elkaar stelt; de kunst is om van deze tegengestelde denkorden een eenheid te maken. Paulhans denken wordt beheerst door een behoefte aan logica en wat hij zelf ‘le sens commun’ noemt. Dit uit zich onder meer in zijn essay Petite préface a tout critique (1955), waarin hij tracht te komen tot objectiviteit in het esthetisch oordeel en waarin hij de klassieke traditie met de romantische- tracht te verzoenen.

## Trivia
- Paulhans geheime geliefde Anne Desclos (als Pauline Réage) schreef in 1954 de spraakmakende erotische roman L’histoire d’O, waarbij hij zelf het voorwoord schreef.